# Word Gets Around
Word Gets Around è l'album di debutto della band gallese Stereophonics. L'album ha raggiunto il sesto posto nella UK Albums Chart, ed è uno dei tre album degli Stereophonics a non raggiungere il primo posto, gli altri due sono Keep Calm and Carrie On, che ha raggiunto l'undicesimo posto, e Graffiti on the Train, che ha raggiunto il terzo posto.

## Tracce
1. A Thousand Trees – 3:02
2. Looks Like Chaplin – 2:32
3. More Life in a Tramps Vest – 2:19
4. Local Boy in the Photograph – 3:22
5. Traffic – 4:54
6. Not Up to You – 4:37
7. Check my Eyelids for Holes – 2:43
8. Same Size Feet – 4:00
9. Last of the Big Time Drinkers – 2:45
10. Goldfish Bowl – 3:03
11. Too Many Sandwiches – 5:01
12. Billy Davey's Daughter – 3:45

## Formazione
- Kelly Jones – voce, chitarra
- Richard Jones – basso
- Stuart Cable – batteria